# Stjärnflockor
Stjärnflockor (Astrantia) är ett släkte i familjen flockblommiga växter. Släktets arter förekommer i Europa och i Kaukasus.

## Dottertaxa
Släktet har ett tiotal accepterade arter:

- Astrantia bavarica
- Astrantia carniolica
- Astrantia colchica
- Astrantia major
- Astrantia maxima
- Astrantia minor
- Astrantia ossica
- Astrantia pauciflora
- Astrantia pontica
- Astrantia trifida